# ヘンリエッタ・スウォープ
ヘンリエッタ・スウォープ（Henrietta Hill Swope, 1902年10月26日 - 1980年）はアメリカの女性天文学者である。ウォルター・バーデとともにアンドロメダ銀河のセファイド変光星の変光周期と光度曲線を決定した。
ジェネラル・エレクトリック社の社長になったジェラルド・スウォープの娘である。1928年から1942年までハーバード大学天文台で働いた。1968年、優れた女性天文学者に送られるアニー・J・キャノン賞を受賞。
小惑星(2168)Swopeは彼女にちなむ。また、ラス・カンパナス天文台の1m反射望遠鏡にスウォープの名前が付けられている。